# Modulador alostérico

Modulador alostérico

Un modulador alostérico es un fármaco que cumple una función de regulación alostérica incrementando o disminuyendo indirectamente el efecto de un agonista o agonista inverso sobre un receptor celular mediante la activación del sitio catalítico en la proteína. Un modulador alostérico positivo incrementa la actividad del receptor, mientras que un modulador alostérico negativo la disminuye.